# Championnat du Burkina Faso de football 2023-2024
Navigation
Saison précédente Saison suivante
La saison 2023-2024 du Championnat du Burkina Faso de football est la soixante-deuxième édition de la première division au Burkina Faso, organisée sous forme de poule unique, la Ligue 1.
L'AS Douanes est le tenant du titre, le club gagne de nouveau le championnat en terminant à la première place et remporte son deuxième titre de champion du Burkina Faso.

## Organisation
Toutes les équipes se rencontrent deux fois au cours de la saison. En fin de saison, les deux derniers du classement sont relégués et remplacés par les deux meilleures formations de deuxième division.
Deux places en compétitions continentales sont réservées aux clubs burkinabés : le champion se qualifie pour la Ligue des champions de la CAF 2024-2025 tandis que le vainqueur de la Coupe du Burkina Faso obtient son billet pour la Coupe de la confédération 2024-2025.

## Les clubs participants
- Union sportive des Forces armées
- Étoile filante de Ouagadougou
- Association sportive du Faso-Yennenga
- Association sportive de la SONABEL
- Racing Club de Bobo
- ASEC Koudougou
- Rail Club du Kadiogo
- Salimata et Tasséré Football Club
- AS Douanes
- Association sportive des fonctionnaires de Bobo-Dioulasso
- Majestic Football Club
- Royal Football Club
- Vitesse Football Club
- Rahimo FC
- Sporting Football des Cascades - Promu de D2
- KOZAF - Promu de D2

## Compétition

### Classement
| Rang | Équipe                           | Pts | J  | G  | N  | P  | Bp | Bc | Diff |
| ---- | -------------------------------- | --- | -- | -- | -- | -- | -- | -- | ---- |
| 1    | AS Douanes T                     | 60  | 30 | 17 | 9  | 4  | 42 | 14 | +28  |
| 2    | Majestic SC                      | 54  | 30 | 15 | 9  | 6  | 36 | 21 | +15  |
| 3    | AS SONABEL                       | 52  | 30 | 13 | 13 | 4  | 28 | 16 | +12  |
| 4    | Sporting Football des Cascades P | 47  | 30 | 12 | 11 | 7  | 31 | 25 | +6   |
| 5    | Salitas FC                       | 46  | 30 | 12 | 10 | 8  | 41 | 36 | +5   |
| 6    | Étoile filante C                 | 41  | 30 | 10 | 9  | 12 | 28 | 29 | -1   |
| 7    | Rahimo FC                        | 39  | 30 | 10 | 9  | 11 | 28 | 30 | -2   |
| 8    | ASEC Koudougou                   | 38  | 30 | 8  | 14 | 8  | 17 | 18 | -1   |
| 9    | ASFA Yennenga                    | 35  | 30 | 7  | 14 | 9  | 24 | 26 | -2   |
| 10   | Vitesse FC                       | 35  | 30 | 8  | 11 | 11 | 22 | 26 | -4   |
| 11   | Rail Club du Kadiogo             | 34  | 30 | 7  | 13 | 10 | 15 | 22 | -7   |
| 12   | ASFB                             | 33  | 30 | 6  | 15 | 9  | 18 | 23 | -5   |
| 13   | USFA                             | 32  | 30 | 6  | 14 | 10 | 21 | 28 | -7   |
| 14   | Racing Club de Bobo              | 30  | 30 | 5  | 15 | 10 | 23 | 31 | -8   |
| 15   | Royal FC                         | 25  | 30 | 3  | 16 | 11 | 23 | 31 | -8   |
| 16   | KOZAF P                          | 23  | 30 | 5  | 8  | 17 | 18 | 39 | -21  |

|  | Qualification pour la Ligue des champions de la CAF 2024-2025         |
|  | Qualification pour la Coupe de la confédération 2024-2025             |
|  | T : Tenant du titre C : Vainqueur de la Coupe du Faso P : Promu de D2 |

## Bilan de la saison
| Championnat du Burkina Faso de football 2023-2024 |                               |
| Champion                                          | AS Douanes (2e titre)         |
| Coupes et trophées                                |                               |
| Vainqueur de la Coupe du Burkina Faso 2023-2024   | Étoile filante de Ouagadougou |
| Qualifications continentales                      |                               |
| Ligue des champions de la CAF 2024-2025           | AS Douanes                    |
| Coupe de la confédération 2024-2025               | Étoile filante de Ouagadougou |
| Promotions et relégations                         |                               |
| Promus en Ligue 1                                 | Real du Faso                  |
| Promus en Ligue 1                                 | US Comoé                      |
| Relégués en Deuxième division                     | Royal FC                      |
| Relégués en Deuxième division                     | KOZAF                         |